# PHF11
PHF11 (англ. PHD finger protein 11) – білок, який кодується однойменним геном, розташованим у людей на 13-й хромосомі. Довжина поліпептидного ланцюга білка становить 331 амінокислот, а молекулярна маса — 37 582.
| 10         |  | 20         |  | 30         |  | 40         |  | 50         |
| ---------- |  | ---------- |  | ---------- |  | ---------- |  | ---------- |
| MAQASPPRPE |  | RVLGASSPEA |  | RPAQEALLLP |  | TGVFQVAEKM |  | EKRTCALCPK |
| DVEYNVLYFA |  | QSENIAAHEN |  | CLLYSSGLVE |  | CEDQDPLNPD |  | RSFDVESVKK |
| EIQRGRKLKC |  | KFCHKRGATV |  | GCDLKNCNKN |  | YHFFCAKKDD |  | AVPQSDGVRG |
| IYKLLCQQHA |  | QFPIIAQSAK |  | FSGVKRKRGR |  | KKPLSGNHVQ |  | PPETMKCNTF |
| IRQVKEEHGR |  | HTDATVKVPF |  | LKKCKEAGLL |  | NYLLEEILDK |  | VHSIPEKLMD |
| ETTSESDYEE |  | IGSALFDCRL |  | FEDTFVNFQA |  | AIEKKIHASQ |  | QRWQQLKEEI |
| ELLQDLKQTL |  | CSFQENRDLM |  | SSSTSISSLS |  | Y          |  |            |

A: Аланін

C: Цистеїн

D: Аспарагінова кислота

E: Глутамінова кислота

F: Фенілаланін

G: Гліцин

H: Гістидин

I: Ізолейцин

K: Лізин

L: Лейцин

M: Метіонін

N: Аспарагін

P: Пролін

Q: Глутамін

R: Аргінін

S: Серин

T: Треонін

V: Валін

W: Триптофан

Кодований геном білок за функцією належить до активаторів. 
Задіяний у таких біологічних процесах, як транскрипція, регуляція транскрипції, альтернативний сплайсинг. 
Білок має сайт для зв'язування з іонами металів, іоном цинку. 
Локалізований у ядрі.